# رحمان گلزار
رحمان گلزار شبستری (۱۳۰۸ – ۲۶ دی ۱۴۰۰) مالک و سرمایه‌گذار شهرک اکباتان، بزرگ‌ترین شهرک مسکونی ایران و خاورمیانه بود.

## زندگی‌نامه
رحمان گلزار سال ۱۳۰۸ در شهر تاشکند جمهوری ازبکستان متولد شد اما پس از اعلام رسمی دولت شوروی به ایران بازگشته و در شناسنامه، محل تولد وی را مشهد قید کردند. در ۱۲ سالگی کلاس ششم ابتدایی را تازه تمام کرده بود که پدرش بر اثر بیماری تیفوس فوت کرد و عموهای او تکفلش را عهده‌دار شدند. پس از آن به دارالفنون رفت و پس از فارغ‌التحصیلی به دلیل علاقه به معماری و پردیس هنرهای زیبای دانشگاه تهران در آزمون ورودی پردیس هنرهای زیبا که نقاشی بود شرکت کرد و قبول شد.
گلزار در خاطراتش می‌گوید: «اتفاقاً ماه رمضان بود و شب مهمان داشتیم. ناگهان متوجه شدم عمویم دارد با صدای بلند به مهمانمان می‌گوید نظر آقای مهندس ما این است. این را به این دلیل تعریف کردم که بگویم من اولین فردی بودم که در فامیل پدری و مادری به دانشگاه رفتم. اینقدر این مسئله برایشان مهم بود که بابتش فخر می‌فروختند. خلاصه وارد دانشگاه شدم. هر هفته ۸ تومان هم خرجی می‌گرفتم. با کمال جدیت یک سال اول را به پایان رساندم.»
گلزار در سال چهارم دانشگاه با همسرش آشنا و با او ازدواج می‌کند. برادر همسر او خسرو هریتاش بازیگر، کارگردان و آهنگساز ساکن آمریکا بود از این رو وی برای اتمام دوره دانشگاهش که ۹ سال به طول انجامیده بود دو پسر خود را به همراه همسرش به آمریکا می‌فرستد تا بتواند تحصیلات آکادمیک را به پایان برساند. وی بعد از مدتی راهی آمریکا شد تا در کنار خانواده باشد.

### درگذشت
گلزار در ۲۶ دی‌ماه ۱۴۰۰ بر اثر کهولت سن در ایالت فلوریدا واقع در ایالات متحده آمریکا درگذشت.

## شراکت با فردین
گلزار در مصاحبه ایی که با روزنامه دنیای اقتصاد انجام داده می‌گوید: بعد از آنکه از آمریکا برگشتم و کمی توانستم پول جمع کنم، خسرو هریتاش به ایران آمد که فیلم تهیه کند. محمدعلی فردین که با من دوست بود، به من گفت «اگر خسرو می‌خواهد وارد سینما شود، بهتر است سینما داشته باشد.» فردین آن زمان پیشنهاد شراکت به من داد و این شد که سینما نیاگارا را با هم خریدیم. من و فردین این سینما را به نام بچه‌هایمان کردیم. افتتاحیه اولین فیلم خسرو به نام «آدمک» هم در همان سینما بود. من برای خسرو هریتاش این کار را کردم.

## شهرک اکباتان

### ایده ساخت
گلزار ساختمانی در خیابان آبان ساخته بود و آن را به مبلغ یک میلیون تومان فروخت و در قبال باقی مانده مبلغ بدهی که ۲۰۰ هزار تومان می‌شد قطعه زمینی به متراژ ۱۰۰ هزار متر مربع در مکان اکباتان کنونی که باشگاه پاس و اکباتان در آن قرار دارند را از خریدار خانه دریافت کرد. گلزار زمانی که وسعت زمین را دید به ایده ساخت شهرک اکباتان رسید اما او برای اجرایی کردن ایده‌اش نیاز به ۴۵۰ هزار متر از زمینهای مجاور را داشت وی در خاطراتش می‌گوید: آن زمینها متعلق به آقای نظام‌السلطنه مافی یکی از رجال قاجار که در پاریس زندگی می‌کرد بود. نظام‌السلطنه پیشکاری در ایران داشت که به کارهایش رسیدگی می‌کرد. قرار شد این پیشکار اجازه فروش زمین به ما را از نظام‌السلطنه بگیرد. اما او گفته بود که من باید حضوری با ایشان در پاریس صحبت کنم. دوستی داشتم به نام عباس مس فروش که برایش ویلای قشنگی ساخته بودم. خیلی مشتری‌های بازاری را او برایم می‌آورد. همیشه به من می‌گفت هر کاری می‌خواهی کنی من برای سرمایه‌گذاری حاضرم. وقتی زمین‌ها را دیدم، به او گفتم که می‌خواهم شهرک‌سازی کنم و به او پیشنهاد مشارکت دادم. آقای مس فروش به من گفت «بیا برویم منزل یکی از شیوخ و استخاره کنیم برای شراکت»؛ استخاره کردیم و خوب آمد. از آنجا که آمدیم بیرون، آقای مس فروش یک چک ۵ میلیونی به من داد و گفت من با تو شریکم. وقتی قرار شد پیش نظام‌السلطنه بروم. فقط همین ۵ میلیون تومان را نقدی داشتم و برای دیدن او به فرانسه رفتم. خانه‌اش در خیابان Avenue Foch، یکی از زیباترین خیابان‌های پاریس بود. طرح اولیه شهرک اکباتان با دیدن این خیابان در ذهنم نشست. در پروژه‌های اولیه شهرک هم این ایده کاملاً منعکس است. وقتی به خانه او رفتم، نظام‌السلطنه روی تخت دراز کشیده بود. گفتم من می‌خواهم این زمین‌ها را بخرم و شهرک بسازم و کمی هم در مورد ایده‌ام توضیح دادم. نظام‌السلطنه از جا بلند شد و من را بوسید و گفت: «این زمین برای تو ، به پیشکارم می‌گویم که این کار را انجام دهد؛ چقدر می‌خواهی بابت آن پول بدهی؟» من به‌دلیل اینکه در مورد آن محل تحقیقات مفصلی انجام داده بودم، ارزش واقعی زمین نظام‌السلطنه را می‌دانستم و قیمت واقعی را به او اعلام کردم. گفتم ۵ میلیون و او هم قبول کرد. آن زمین را هم خریدم. این شد که ۱۰۰ هزار متر زمین را که از قبل داشتم و ۴۵۰ هزار متر زمین دیگر را هم خریدم. بعد از آن افکار شهرک اکباتان شروع به رشد کرد.

### طراحی و معماری
مهندس گلزار دربارهٔ طراحی و ساخت شهرک اکباتان می‌گوید: شوربختانه بعضی‌ها شایعه کرده‌اند که من در اکباتان الگوبرداری کردم. اما به هیچ وجه چنین نبوده؛ چیزی که در مورد اکباتان برای من باعث افتخار معماری مملکت ماست، این است که اکباتان اولین شهرک و مجموعه ساختمانی در دنیاست که ۱۰۰ درصد ساختمان است و ۱۰۰ درصد فضای سبز. ۲ میلیون و ۴۰۰ هزار متر مربع ساختمان و ۲ میلیون و ۴۰۰ هزار متر مربع فضای سبز در اکباتان وجود دارد. این ایده کاملاً خلاقانه بود. این چیزی است که در دنیا راجع به آن صحبت می‌کنند. یکی از شایعات بد در مورد اکباتان که آن موقع خیلی به گوشم می‌رسید این بود که به‌دلیل اینکه این شهرک در ورودی شهر تهران است و آن طرف به سمت کرج، کارخانه‌های صنعتی فعال هستند، دود و هوای آلوده وارد اکباتان می‌شود. این در حالی بود که من اکباتان را طوری طراحی کردم که فضای خالی زیر برج‌ها این هوا را رد می‌کند و هوای آلوده در شهرک نمی‌ماند. شهرک اکباتان همان‌طور که می‌بینید، روی ستون بنا شده‌است.

### اداره اکباتان بعد از انقلاب

رحمان گلزار بعد از انقلاب و به حکم دادگاه دیگر مالک اکباتان نبود و شرکت نوسازی و عمران اکباتان به حکم دادگاه دولتی شد و فروش واحدهای آن به صورت قرعه کشی در میان متقاضیان آغاز شد.

## اجرای طرح اتوبان تهران-شمال دهه ۷۰
گلزار در دهه هفتاد طرح پروژه تهران-شمال را در ذهن داشت و هاشمی رفسنجانی دستور داده بود تا این پروژه توسط وی انجام شود ودر عوض یه عنوان دستمزد زمینی در انتهای آزاد راه تهران-شمال برای اجرای شهرکی جدید در اختیار او قرار گیرد اما با مخالفت مجلس و بعضی رسانه‌ها رو به رو شد و دادگاه اجازه اجرای این پروژه به او نداد.